# Colnbrook
Colnbrook ist eine Kleinstadt im westlichen Umland von London in England. Zusammen mit dem Dorf Poyle bildet sie die Gemeinde Colnbrook with Poyle im Bezirk Slough in Berkshire. Der Ort liegt der Hauptstraße von London nach Bath wenige Kilometer von Windsor entfernt und war so seit seiner Entstehung auf Besucher eingestellt. Eines der ältesten Gasthäuser Englands befindet sich in Colnbrook.
Heute prägt die unmittelbare Nachbarschaft zum Flughafen London Heathrow den Ort. Die Londoner Ringautobahn M25 motorway begrenzt das Dorf nach Osten, der M4 motorway nach Westengland begrenzt es nach Norden. Im Ort sind einige Hotels, viele Ferienwohnungen, ebenso wie viele Autovermietungen und Langzeitparkplätze. Mehrere Expansionspläne des Flughafens Heathrow in den letzten Jahren hätten bei ihrer Umsetzung Teile des Dorfs vernichtet, da neue Startbahnen und Terminals auf dem Gemeindegebiet errichtet worden wären.
In Colnbrook wurde im frühen 19. Jahrhundert der Cox-Orange-Apfel gezüchtet, für mehrere Jahrzehnte die beliebteste Apfelsorte des Vereinigten Königreichs.

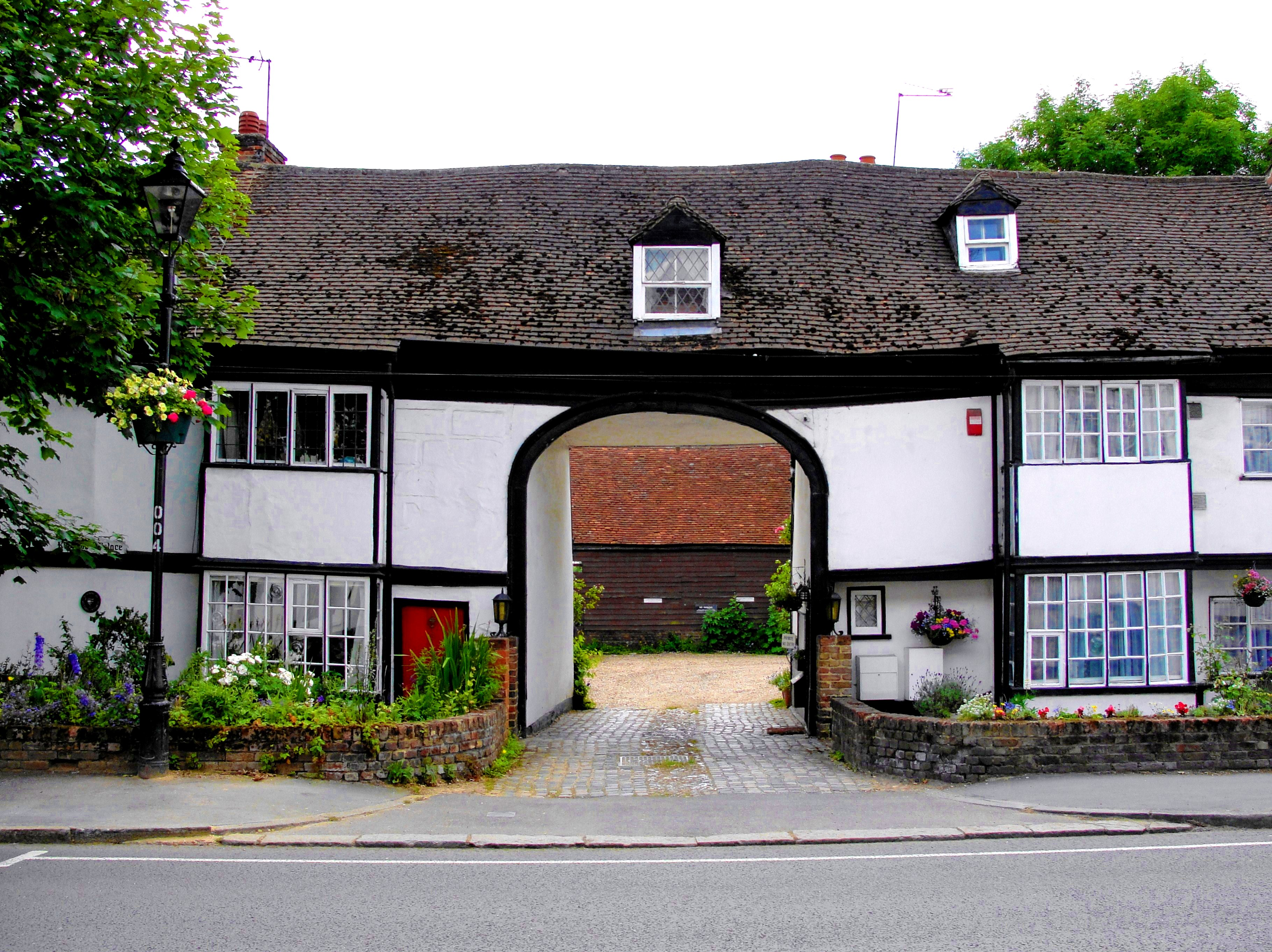
Tor eines alten Hauses in Colnbrook

## Geographie

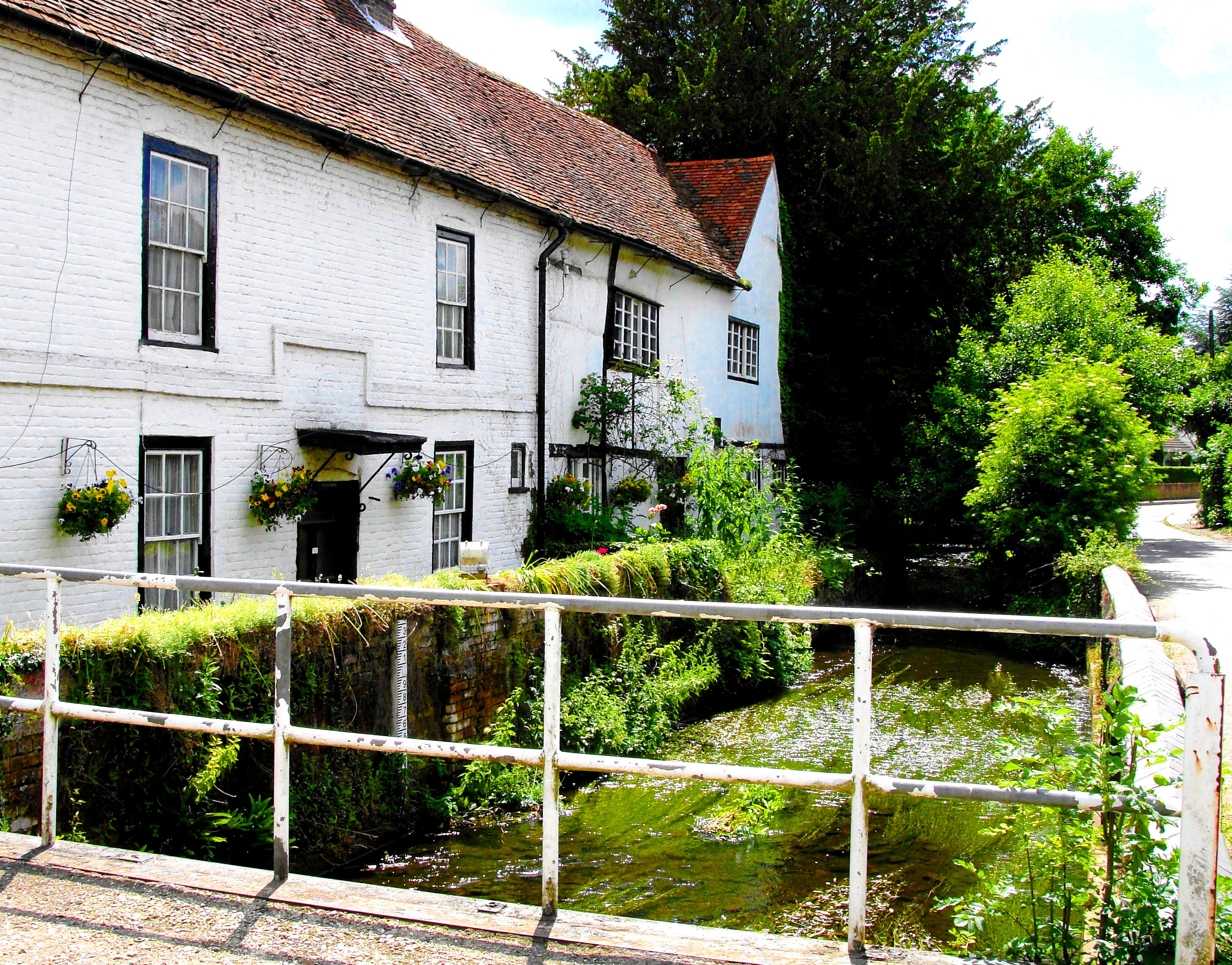
Eine der zahlreichen Brücken

Colnbrook liegt am Fluss Colne Brook auf flachem Marschland. Die Hauptstraße war ursprünglich ein Damm durch die Marsch des Colne, und erst im Laufe der Jahrhunderte wurde das umliegende Land um die Straße entwässert und befestigt. Colnbrook liegt 17 Meilen (ca. 27 km) von der Londoner Innenstadt entfernt an der Stelle, an der sich die Straße von London aus gabelt: ein Weg führt in Richtung West-England, ein anderer in Richtung Windsor.

## Geschichte

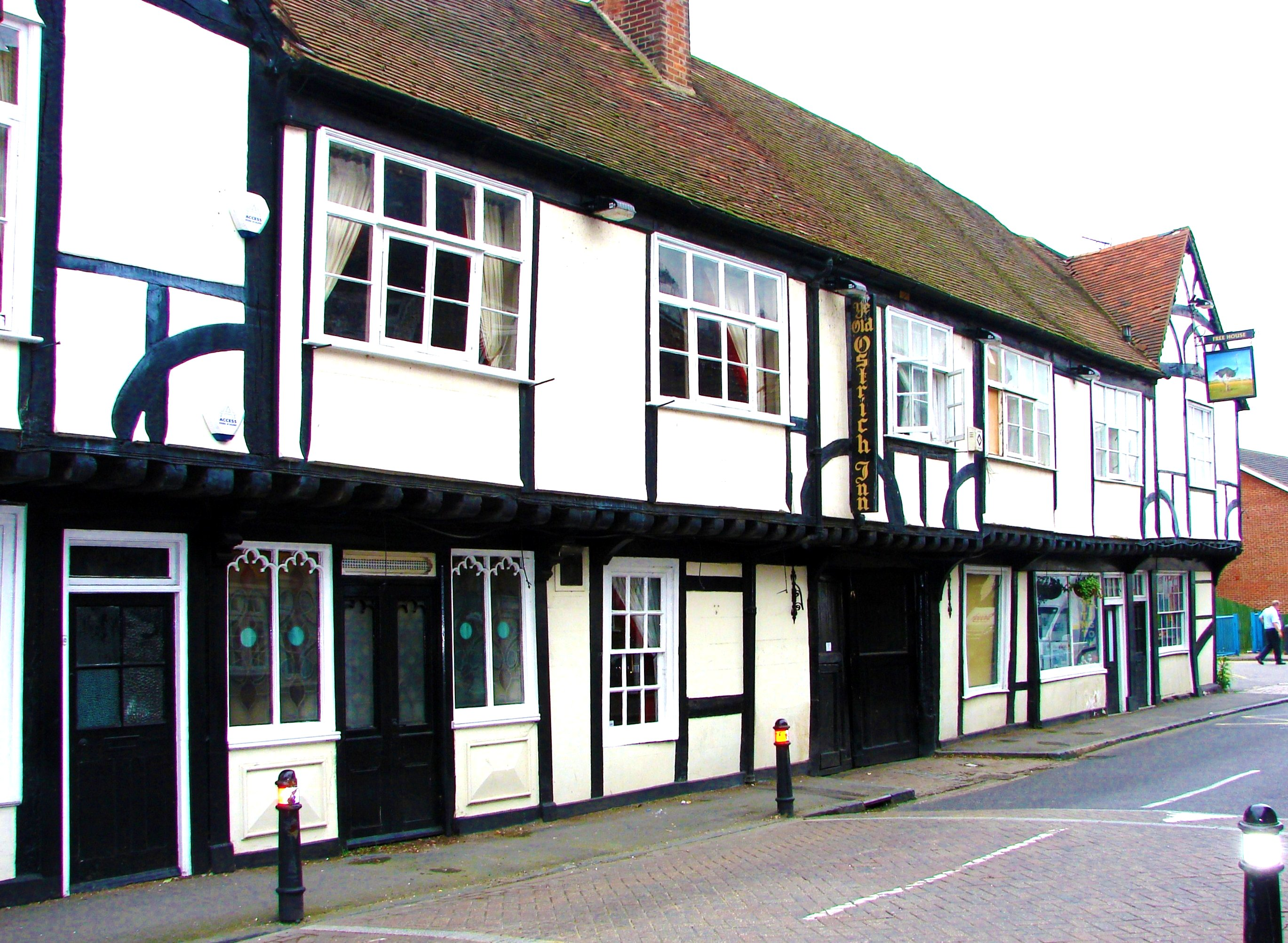
Das Ostrich Inn

Colnbrook ist im Domesday Book erwähnt. Sein ältestes Gasthaus, das Ostrich, taucht in einer Urkunde von 1106 auf. Durch seine Lage zwischen London und Windsor streifte mehrfach die englische Geschichte Colnbrook. So soll König Johann Ohneland in Colnbrook übernachtet haben, als er auf dem Weg war, die Magna Carta in Runnymede zu unterzeichnen. Historisch verbürgt hingegen ist das Feldlager, das der abgesetzte König Richard II. 1400 in Colnbrook aufschlug, um mit mehreren tausend Mann auf Windsor und London zu marschieren, um seinen Thron zurückzuerobern. Heinrich IV. gelang es jedoch, von Windsor aus nach London zu fliehen, wo er genug Truppen ausheben konnte, um Richard zu schlagen. Incorporated wurde Colnbrook im Jahre 1543. 1558 wiederum wurde die spätere Elizabeth I. kurzzeitig in Colnbrook im George Inn verwahrt, als sie als Gefangene in den Palast Hampton Court Palace geschafft wurde.
Im Englischen Bürgerkrieg war Colnbrook mehrfach Standort verschiedener Truppen. Ruprecht von der Pfalz, Duke of Cumberland schlug 1642 hier sein Quartier auf, bevor er die Truppen des Parlaments angriff. Diese Gelegenheit nutzte Ruprecht, um die Stadt auszuplündern und wohlhabende Bürger gefangen zu nehmen. Im Jahr 1643 nutzte Arthur Capell, 1. Baron Capell of Hadham, der Earl of Essex, Colnbrook als Ausgangspunkt, um Gloucester zu entsetzen. 1647 wiederum nutzte der General der Parlamentstruppen Thomas Fairfax Colnbrook als Basislager, um von dort aus eventuell weiter nach London vorzudringen. Zum Ende des 17. Jahrhunderts waren die Bewohner Colnbrooks Opfer einer Pestepidemie.
Der Begründer der Methodisten John Wesley hingegen, der 1747 seinen Aufenthalt in Colnbrook in seinen Tagebüchern vermerkte, war vom Ort so wenig beeindruckt, dass er sich nicht einmal merkte, wie er genau hieß. Colnbrook war lange ein Straßendorf, das aus einer einzigen Straße bestand. Vier Brücken überquerten die vier Arme des Colne River.
Anfang des 19. Jahrhunderts zog der Brauer im Ruhestand Richard Cox aus Bermondsey nach Colnbrook und erwarb dort zwei Acre (etwa 8000 m²) Land mit Obstgärten in den Lawns. Auf diesem Land züchtete er verschiedene Äpfel. Dabei entstanden unter anderem der Kochapfel Cox Pomona und die Apfelsorte Cox Orange. Diese wurde mit Hilfe des Colnbrooker Gärtners David Small und seines Sohnes James Small landesweit bekannt und entwickelte sich im 20. Jahrhundert zur beliebtesten Apfelsorte Englands und zu einer der wenigen global gehandelten Sorten. In Colnbrook selbst erinnern daran nur noch mehrere Cox-Apfelbäume im örtlichen Park und drei Bänke in den Formen „C“, „O“ und „X“.
Ende des 19. Jahrhunderts war Colnbrook ein typisches Beispiel einer überlebten Reisestadt in England. Nachdem die Kutsche nicht mehr das wichtigste Verkehrsmittel war, verfielen die Hotels und Inns im Dorf und auch die verbliebenen Herbergen hatten nur noch wenig Kundschaft, da der Ort zu weit von London entfernt war, um vom rapiden Wachstum der Hauptstadt profitieren zu können.
Zwischen 1965 und 1980 befanden die Werkshallen des Motorsportteams McLaren Racing in Colnbrook, bevor es einige Kilometer weiter südlich nach Woking zog. 1985 und 1986 hatte der Formel-1-Rennstall Team Haas (USA) hier seine Betriebsstätte.

## Stadtbild
Das Straßendorf wird vor allem durch die Hauptstraße, die ehemalige Hauptverbindung zwischen London und Bath, geprägt. An ihr befinden sich noch zahlreiche Gasthäuser aus verschiedenen Jahrhunderten. Die Kirche liegt etwas abseits ebenso wie die Kapelle der Strict Baptists.

### Kirchen

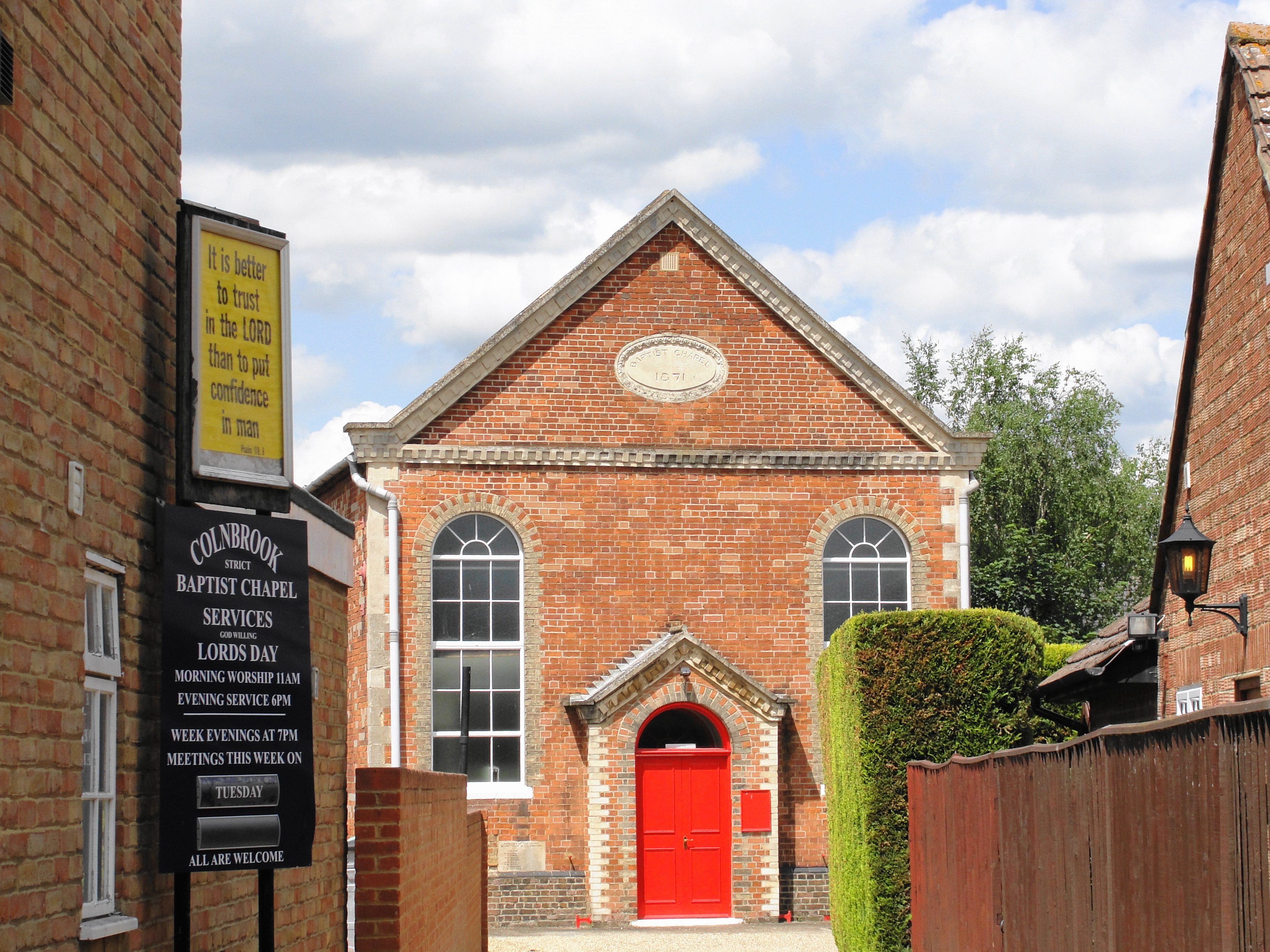
Kapelle der Strict Baptists

Die neogotische St-Thomas-Kirche wurde in mehreren Etappen zwischen 1848 und 1889 gebaut mit einer aktiven anglikanischen Gemeinde. Das daneben liegende Pfarrhaus und die ehemalige Schule mit Direktorenhaus stammen ebenfalls aus dem 19. Jahrhundert (1853–1858) und stellen einige von George Edmund Streets ersten Experimenten mit polychromer Oberflächengestaltung an seinen Bauten dar.
An der Hauptstraße liegt ein modernes Kirchengebäude, das gemeinsam von Methodisten und der United Reformed Church genutzt wird. Diese geht auf Gemeinden und ihre Kirchengebäude zurück, die jeweils aus der ersten Hälfte des 19. Jahrhunderts stammen. Ende des 20. Jahrhunderts einigten sich die Gemeinden, ein gemeinsames neues Gotteshaus zu errichten, und eröffneten die derzeitige Kirche im Jahr 1990. Ebenfalls an der Hauptstraße liegt die Kapelle der Strict Baptists. Der rot-gelbe Backsteinbau stammt aus den Jahren 1871 bis 1872.

### Hotels und Gasthäuser

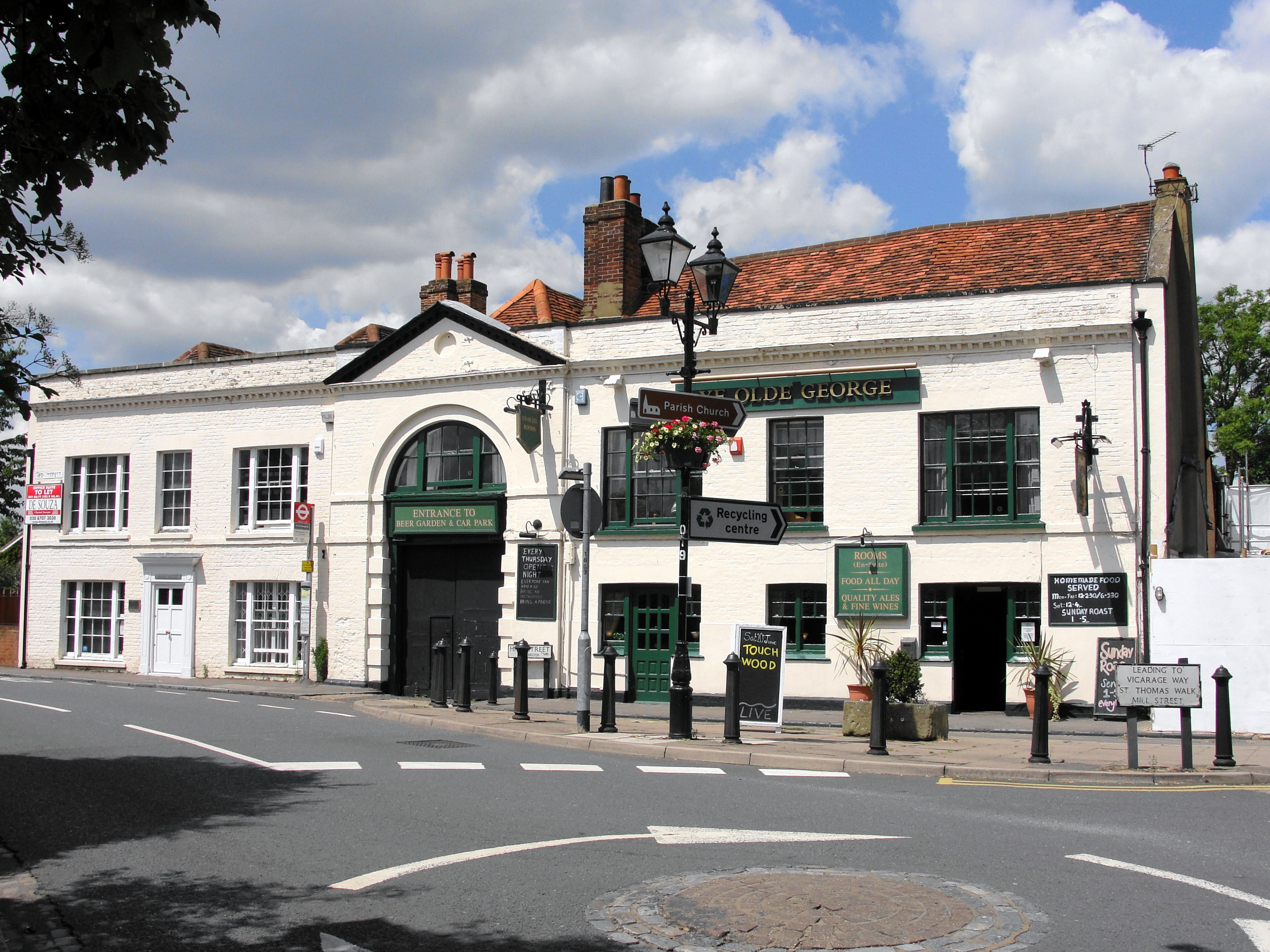
Ye Olde George Inn am Kreisverkehr im Ort

Colnbrook war durch seine Lage immer ein verkehrswichtiger Ort. So gab es im 16. Jahrhundert bereits 10 Coach Inns, an denen Reisende auf der Straße zwischen London und dem englischen Südwesten einkehren konnten.
Das älteste Inn in Colnbrook ist der Ostrich, der seine Geschichte über mehrere hundert Jahre bis 1106 zurückverfolgen kann und heute das drittälteste Gasthaus des Vereinigten Königreichs ist. Er befindet sich in einem Fachwerkhaus aus dem späten 16. Jahrhundert. Urkunden belegen die Existenz eines Gasthauses an dieser Stelle im Jahr 1106. Im 17. Jahrhundert brachte ein Wirt mehrere seiner Gäste um, indem er sie mit einer Falltür unter dem Bett direkt in einen Kessel mit siedendem Wasser fallen ließ. Der Wirt hatte es dabei besonders auf das Gold abgesehen, das die Händler mit sich führten, um im Westen Englands kostbare Stoffe und Textilien zu kaufen. Der Vorfall soll die Geschichte um Sweeney Todd inspiriert haben und führte dazu, dass das Ostrich Inn bis heute als von Geistern besucht gilt.
Andere Gasthäuser in Colnbrook, die seit mehreren Jahrhunderten existieren, sind das Star & Garter aus dem 16. Jahrhundert und das Ye Olde George Inn und das Park House aus dem 19. Jahrhundert mit einigen Bauteilen aus dem 16. Jahrhundert. Neben diversen Gästehäusern liegt auch das Hilton Heathrow Terminal 5 und das Holiday Inn Express T5 im Gemeindegebiet.

### Sonstige Orte

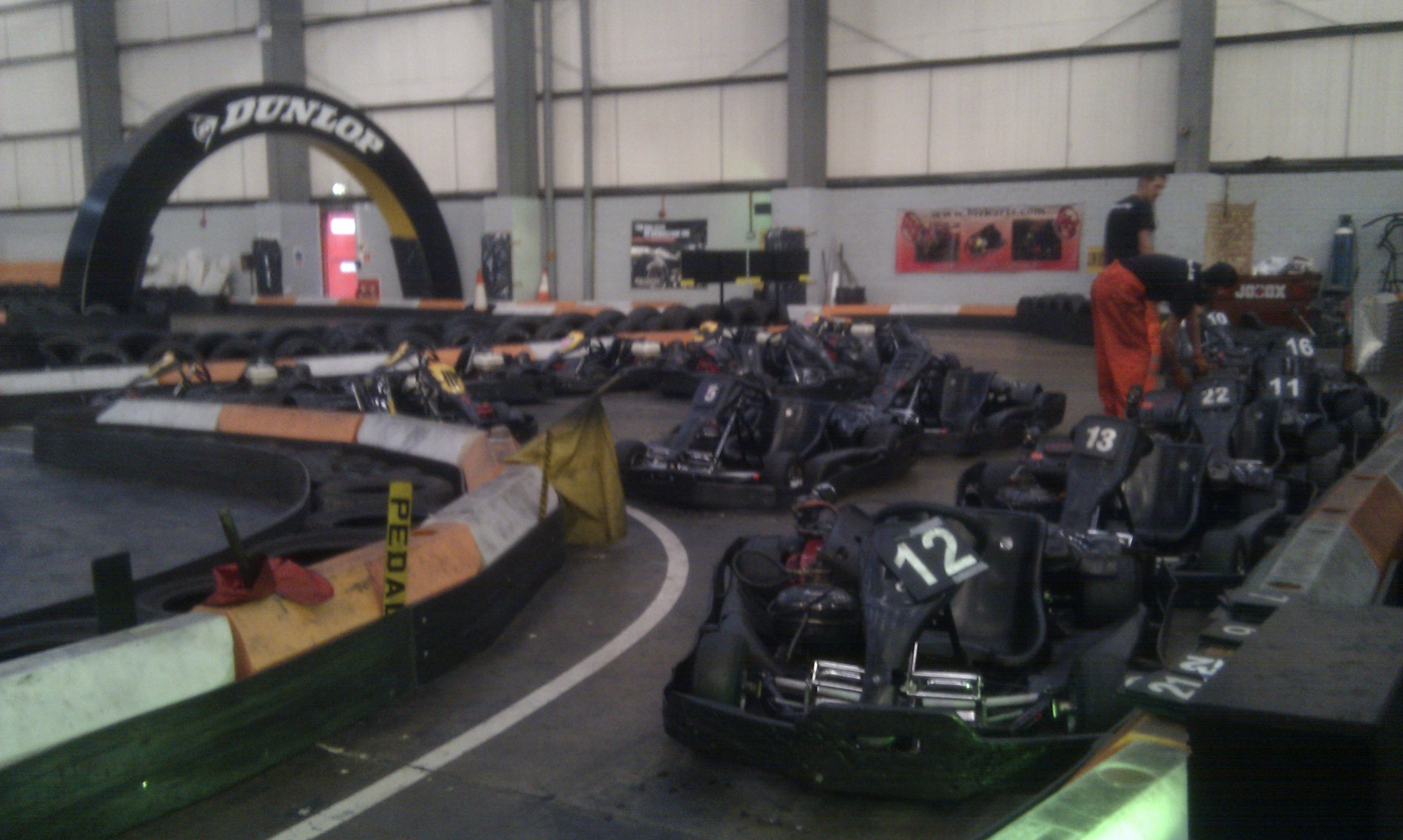
Kartbahn

In Colnbrook existiert eine Go-Kart-Bahn, F1 Karting West London. Das Colnbrook Immigration Removal Centre, eine Anstalt, um Flüchtlinge festzuhalten, bevor sie abgeschoben werden, hingegen liegt nicht in Colnbrook, sondern in Harmondsworth, einem Ort knapp östlich von Colnbrook, der noch zu London gehört. Der Colnbrook Incinerator, eine 2011 gebaute Müllverbrennungsanlage, liegt hingegen auf dem Gemeindegebiet.

## Politik und Verwaltung
Colnbrook liegt im Grenzbereich mehrerer größerer Verwaltungseinheiten. Direkt östlich an Colnbrook with Poyle grenzt der London Borough of Hillingdon. Das Dorf selbst hat seine Gebietszugehörigkeit mehrfach gewechselt und war auch zeitweise gleichzeitig auf mehrere Gebiete aufgeteilt. Im 19. Jahrhundert etwa bildete der Colne die Grenze zwischen Buckinghamshire und Middlesex, so dass die Grenze den Ort teilte. Nach der Auflösung von Middlesex 1964 verlief die Grenze zwischen Buckinghamshire und Surrey durch den Ort. Nach der Verwaltungsreform von 1995, die Colnbrook und Poyle zu einer Gemeinde zusammenlegte, gehören beide jetzt nach Berkshire.
Im 18. Jahrhundert bildete der Ort allein einen Wahlkreis für das englische Unterhaus und entsandte seinen eigenen Abgeordneten ins Parlament.

## Verkehr

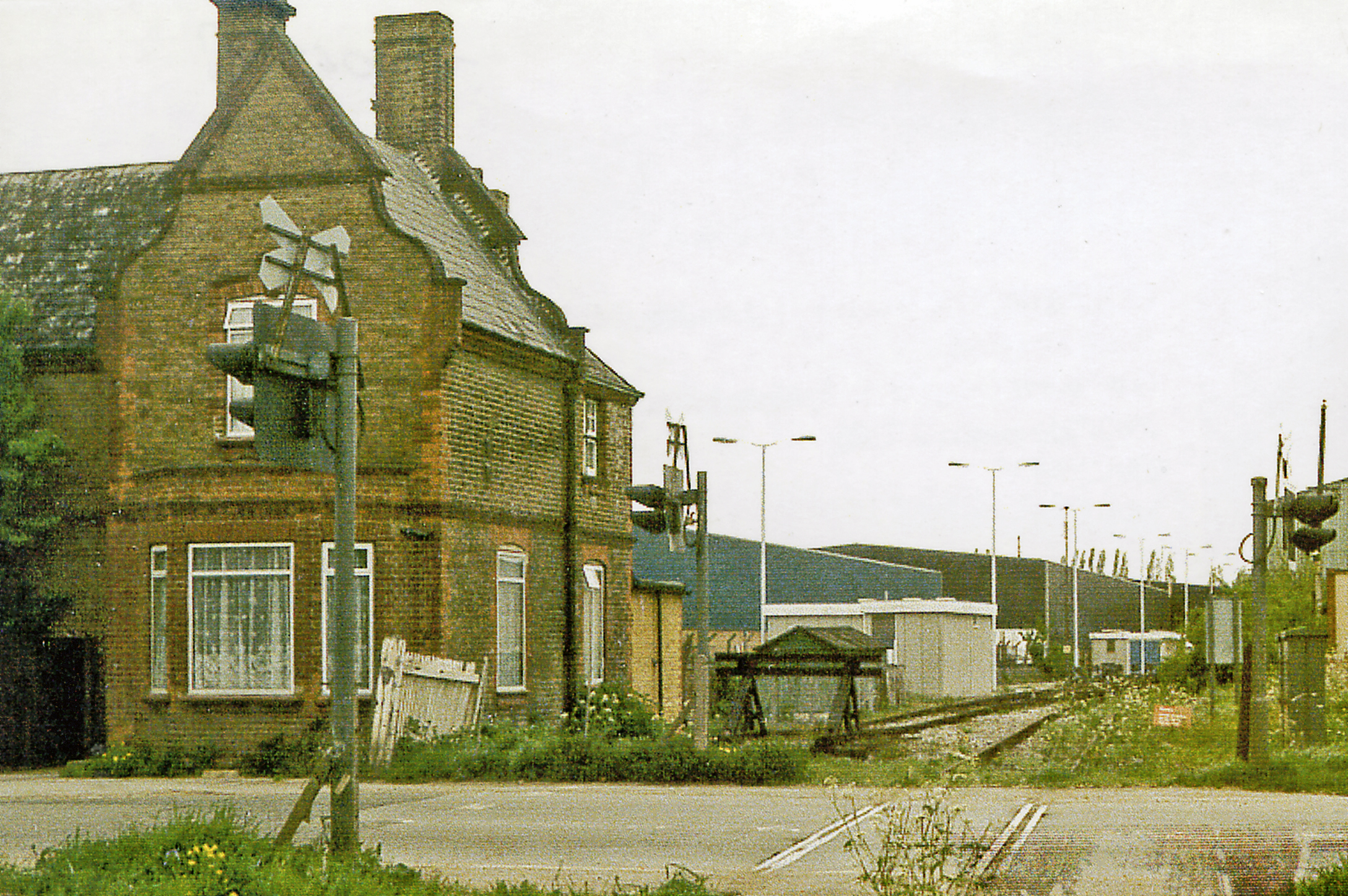
Der ehemalige Bahnhof (1986)

Colnbrook grenzt direkt an die M25, die M4 und den internationalen Flughafen London Heathrow an, ist mit öffentlichen Verkehrsmitteln aber nur per Bus zu erreichen. Seit der Eröffnung des Colnbrook Bypass im Jahr 1929 geht die Hauptverbindung zwischen London und dem Westen Großbritanniens nicht mehr direkt durch Colnbrook. Der 1884 eröffnete Bahnhof Colnbrook lag an der Great Western Railway und wurde aufgrund des Beeching-Reports im Jahr 1963 geschlossen.